# Gösta Becker
Gösta Becker, född 20 april 1890 i Fredrikshamn, död 17 september 1949 i Helsingfors, var en finländsk läkare och professor.
Becker blev medicine och kirurgie doktor 1916. Han verkade 1917–1919 i Kotka, anställdes 1919 vid Allmänna sjukhuset i Helsingfors och var 1927–1941 professor i invärtes medicin vid universitetet. Från 1941 tjänstgjorde han vid Diakonissanstalten i Helsingfors, från 1945 som dess chef. I sin vetenskapliga verksamhet ägnade han sig främst åt blodsjukdomarna, särskilt perniciös anemi.
Becker hade vidsträckta kulturella och konstnärliga intressen. Han var bland annat ledamot av centralnämnden för vetenskap från 1929 och ordförande i Finska Konstföreningen från 1943. Hans konstsamling, som omfattar bland annat ett 70-tal målningar främst av inhemska konstnärer, donerades 1970 av hans dotter till Helsingfors stad, som ställt ut den på Mejlans gård.